# Claude Brixhe
Pour les articles homonymes, voir Brixhe.
Claude Brixhe, né le 20 avril 1933 à Serrouville en Meurthe-et-Moselle et mort le 2 mars 2021, à Ars-Laquenexy en Moselle, est un helléniste et linguiste français, spécialisé dans l'histoire de la langue grecque et dans les langues non grecques d'Asie mineure, dont le phrygien.
Il enseigna de 1965 à 1998 à l'université Nancy-II dont il fut professeur émérite et fut membre correspondant de l'Académie des inscriptions et belles-lettres de 1993 à sa mort.

## Biographie
Né d'un père ouvrier puis contremaître à la SNCF et d'une mère couturière indépendante devenue responsable d'une succursale de magasin, Claude Brixhe fait ses études à Longwy puis à Nancy. À la suite d'un cursus de lettres classiques à la Faculté des Lettres de Nancy, il est reçu au Capes de lettres en 1956 et à l'agrégation de lettres en 1958 et enseigne au lycée Fabert de Metz de 1956 à 1963.
Assistant de grec à la Faculté des Lettres de Strasbourg de 1963 à 1965, il est nommé chargé d'enseignement à la Faculté des Lettres de Nancy en 1965. Après une thèse consacrée au dialecte grec de Pamphylie soutenue en 1974 sous la direction de Pierre Chantraine, il devient en 1976 professeur de linguistique ancienne au sein de l'université Nancy-II.
Il créa et dirigea les Presses universitaires de Nancy.

### Engagement politique
Claude Brixhe a milité au sein du Syndicat national de l'enseignement supérieur et au Parti socialiste unifié étant même candidat aux élections cantonales et législatives. Il a aussi soutenu la candidature d'Alain Krivine à la présidence de la République.

## Œuvres
En complément d'une liste de nombreuses publications, peuvent être citées :
- Le dialecte grec de Pamphylie. Documents et grammaire, Paris, Maisonneuve, 1976 (= Bibliothèque de l'Institut français d'études anatoliennes d'Istanbul, vol. XXVI, 19).
- (avec Michel Lejeune) Corpus des inscriptions paléo-phrygiennes, Paris, Éditions Recherche sur les Civilisations, 1984 (= Institut français d'études anatoliennes, « Mémoire », no 45).
- Phonétique et phonologie du grec ancien I. Quelques grandes questions, Bibliothèque des Cahiers de l'Institut de Linguistique de Louvain 82, Louvain-la-Neuve, Peeters, 1996.
- Stèles et langue de Pisidie, Nancy-Paris, collections Études anciennes, Éditions A.D.R.A.- De Boccard, 2016.